# Janczukan
Janczukan – osiedle typu miejskiego w Rosji, w Buriacji. W 2010 roku liczyło 392 mieszkańców.